# Charanyca obscura
Charanyca obscura là một loài bướm đêm trong họ Noctuidae.